# Huizingen
Huizingen falu a belgiumi Flamand-Brabant tartomány területén, a Halle-Vilvoorde járásban található Beersel község része. A település 1976-ig önálló község volt, akkor vonták össze négy másik településsel.
A falu teljes területe 2,83 km² és 2005-ben lakossága 2988 fő volt.
Huizingen nevezetessége a falu területén található szabadidős park, amely a huizingeni kastély körül található. 1938-ban nagyobbították meg a huizingeni kastély körül található tavat és csónakázótavat létesítettek itt. 1949-ben hivatalosan is kijelölték a park határait, kialakították a park sétaútjait és egy szabadtéri medencét. 1958-ban hivatalos védettséget kaptak a parkban található öreg vörösfenyők és alpesi fenyők. 1985-ben Belgiumban elsőként itt nyitották meg a vakok számára kialakított parkrészt, és 2002-ben adták át a felújított és kibővített szabadtéri uszodát.
A park ma 91 hektár területet foglal el és 4 km-re északkeletre fekszik Halle városától. Közelsége révén a brüsszeliek egyik kedvelt szabadidős célpontja. A botanikus kertben több, mint 1200 növényfajta található.

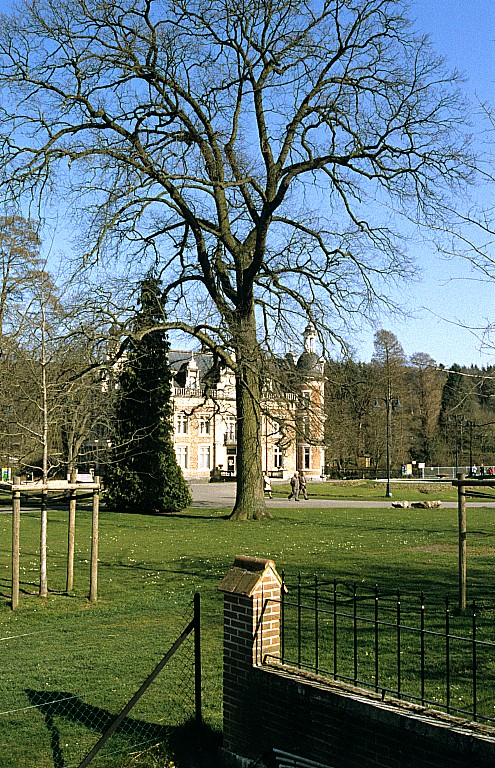
Huizingen park: a kastély
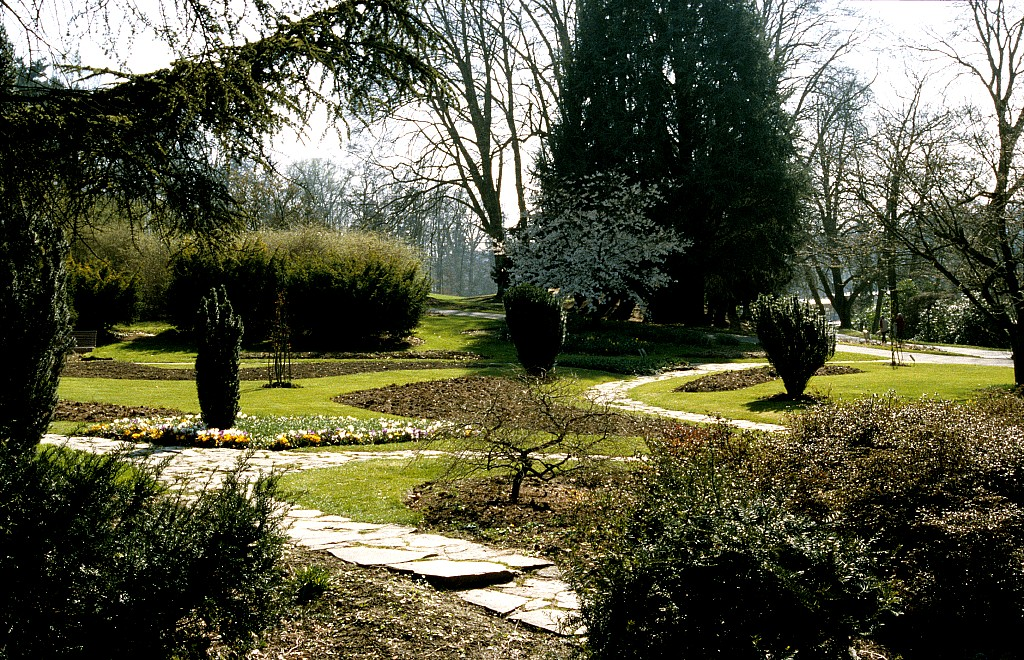
Huizingen park:
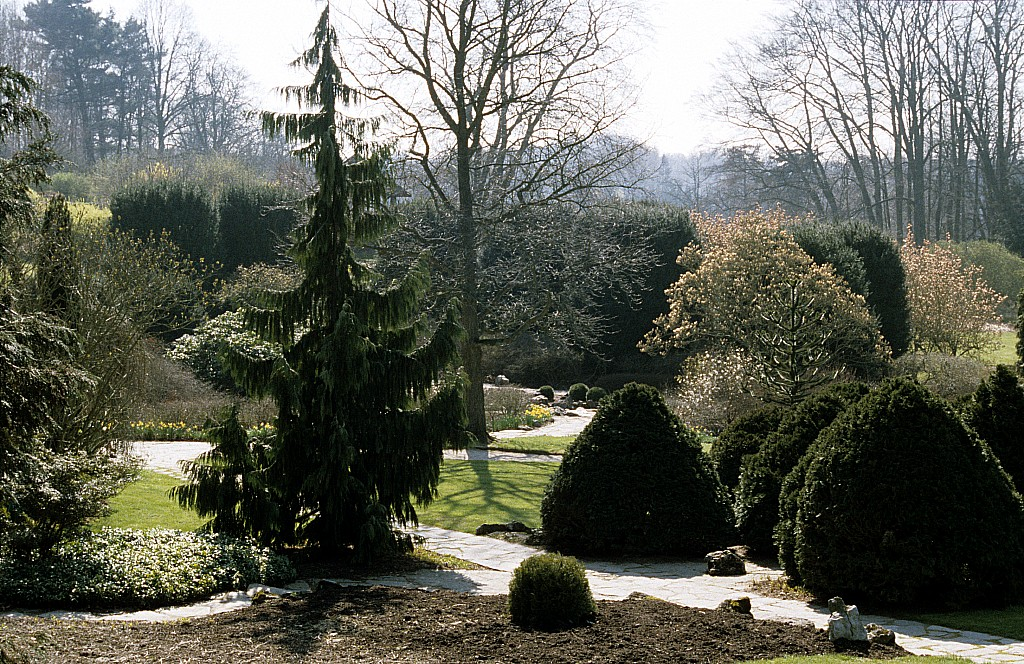
Huizingen park:
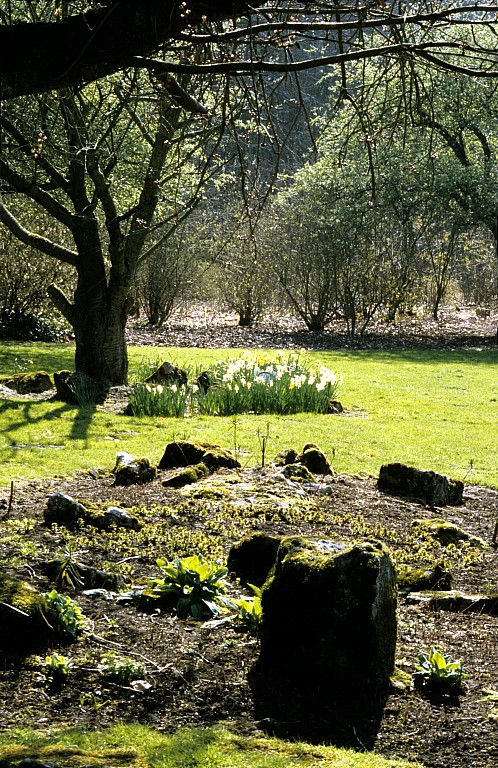
Huizingen park:
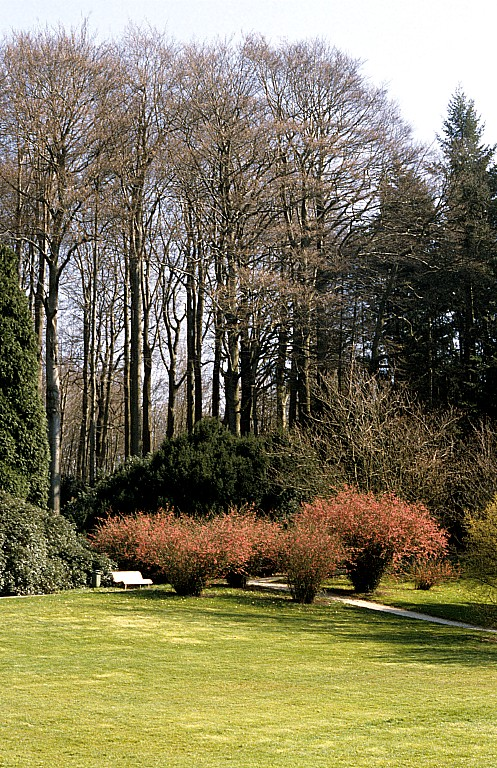
Huizingen park:
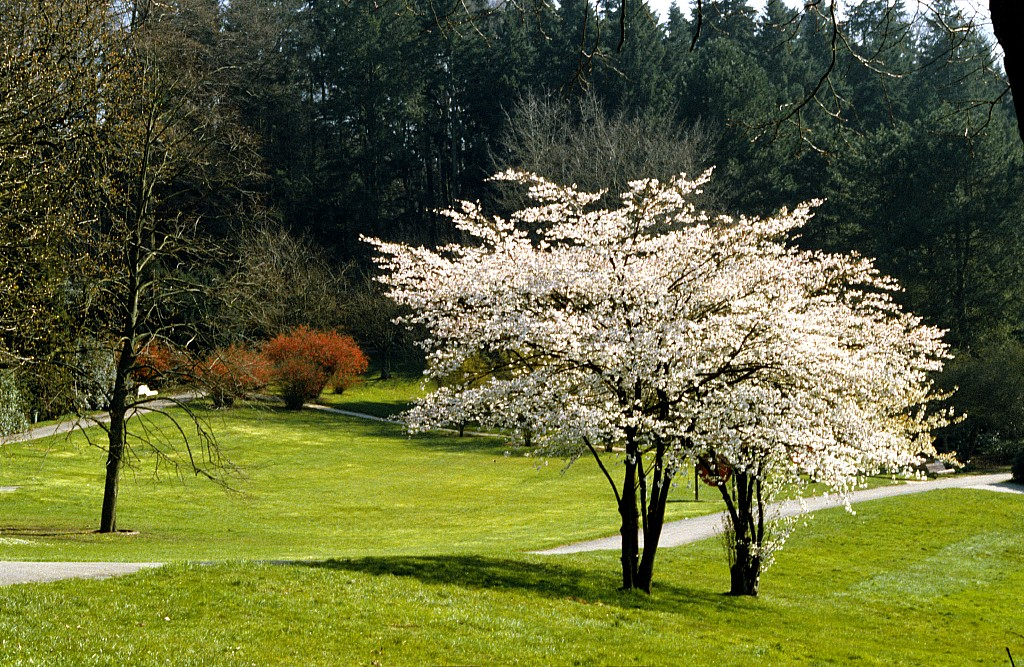
Huizingen park:
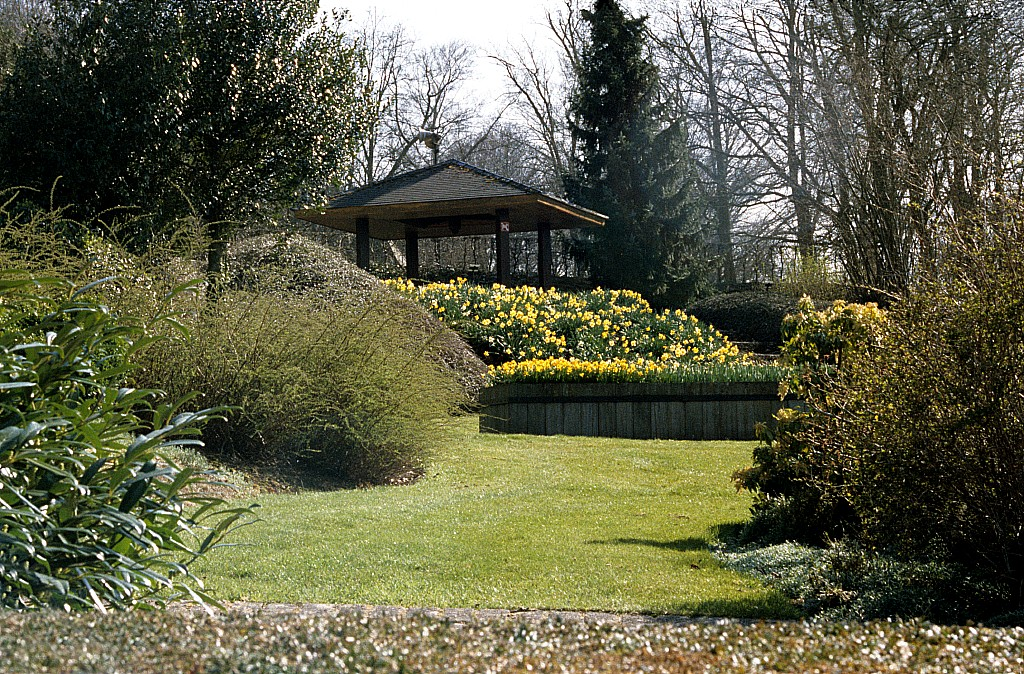
Huizingen park:
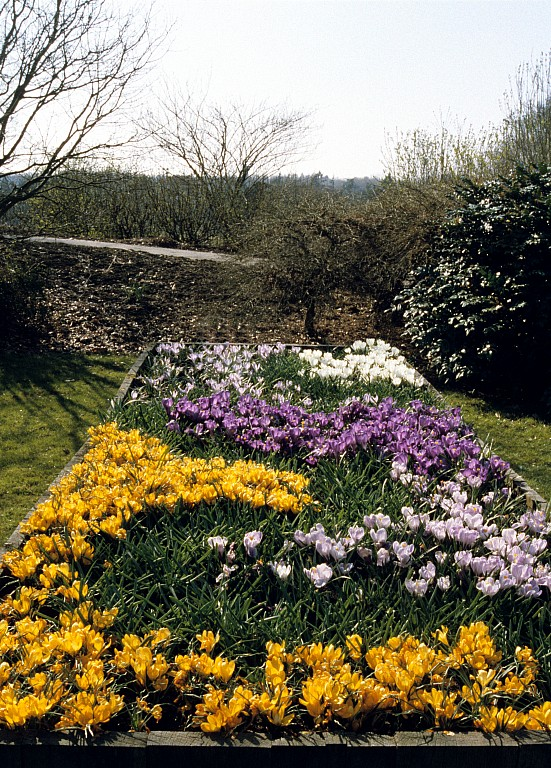
Huizingen park: krókuszok

## Látogatás
A park nyitvatartása:
- január, november, december: 9-17 óra
- február, október: 9-18 óra
- március: 9-19 óra
- áprilistól szeptemberig 9-20 óra

A belépti díj felnőtteknek 2,50 euro, 3-12 év közötti gyerekeknek 1,50 euró.
A park a brüsszeli R0 ringen a Huizingen kijárattól közelíthető meg.

## Külső hivatkozások
- Halle - Provincial Domain of Huizingen (angol)
- Provinciedomein Huizingen (holland)